# Gottfried von Bures
Gottfried von Bures (frz.: Godefroy de Bures; † März 1119) war ein französischer Kreuzritter.
Er war wahrscheinlich Herr von Bures-sur-Yvette und Issy-les-Moulineaux (Île-de-France). Spätestens 1115 war er zusammen mit seinem Bruder Wilhelm ins Königreich Jerusalem gepilgert. Dort verdingten sich beide als Vasallen Joscelins von Courtenay, der damals Fürst von Galiläa war.
1119 nahmen sie an einem Überfall auf einen reichen Beduinenstamm teil, der seine Herden im Hauran an den Ufern des Jarmuk weidete. Sie gerieten in einen Hinterhalt und Gottfried wurde dabei getötet.
Im gleichen Jahr wurde Joscelin Graf von Edessa und überließ Wilhelm das Fürstentum Galiläa. Als Erben Wilhelms, wurden Gottfrieds Kinder Fürsten von Galiläa.
Gottfried hatte folgende Kinder:
- Elias von Bures
- Wilhelm von Bures, 1129 Mönch
- Radulf von Bures († nach 1164), Herr von Issy, 1160 Templer;
- Simon von Bures, Fürst von Galiläa 1150–1153;

- Eschiva von Bures, Fürstin von Galiläa 1159–1187 ⚭ 1) Walter von Saint-Omer, ⚭ 2) Raimund III. von Tripolis, Graf von Tripolis;
- Agnes von Bures ⚭ 1) Rainer Brus, Herr von Banias., ⚭ 2) Gerhard Garnier, Graf von Sidon.